# Venturia saxatilis
Venturia saxatilis är en stekelart som beskrevs av De Santis 1975. Venturia saxatilis ingår i släktet Venturia och familjen brokparasitsteklar. Inga underarter finns listade i Catalogue of Life.